# Platygaster rutilipes
Platygaster rutilipes is een vliesvleugelig insect uit de familie van de Platygastridae. De wetenschappelijke naam van de soort is voor het eerst geldig gepubliceerd in 1997 door Buhl.